# Kota Baharu
Kota Baharu (indonez. Kecamatan Kota Baharu) – kecamatan w kabupatenie Aceh Singkil w okręgu specjalnym Aceh w Indonezji.
Kecamatan ten znajduje się w północnej części Sumatry. Od zachodu graniczy z kabupatenem Acech Selatan, od północnego zachodu z kabupatenem Kota Subulussalam, od północnego wschodu z kecamatanami Singkohor i Suro, od wschodu z kecamatanami Simpang Kanan, Gunung Meriah i Singkohor, a od południowego zachodu z kecamatanami Singkil i Kuala Baru.
W 2019 roku kecamatan ten zamieszkiwało 7 459 osób, z których wszystkie stanowiły ludność wiejską. Mężczyzn było 3 773, a kobiet 3 686. 5 707 osób wyznawało islam, a 13 chrześcijaństwo.
Znajdują się tutaj miejscowości: Butar, Danau Bungara, Ladang Bisik, Lapahan Buaya, Lentong, Muara Pea, Mukti Lincir, Samar Dua, Sumber Mukti.